# Палькович, Кристиан
Кристиан Палкович (венг. Palkovics Krisztián, родился 10 июля 1975 в Секешфехерваре) — венгерский хоккеист, игравший на позиции правого нападающего. Всю свою карьеру играл только за клуб «Альба Волан Секешфехервар». 

## Клубная карьера
С 1993 по 2012 года выступал за «Альба Волан Секешфехервар». Последние два сезона 2010/11 и 2011/12 являлся ассистентом капитана. В составе клуба становился десятикратным чемпионом Венгрии.

## Международная карьера
Привлекался в сборную Венгрии, участник в чемпионате мира 2009 (в матче против Дании отличился заброшенной шайбой).

## Награды
- Чемпион Венгрии (1999, 2001, 2003, 2004, 2005, 2006, 2007, 2008, 2009, 2010).